# 1000 km de Buenos Aires

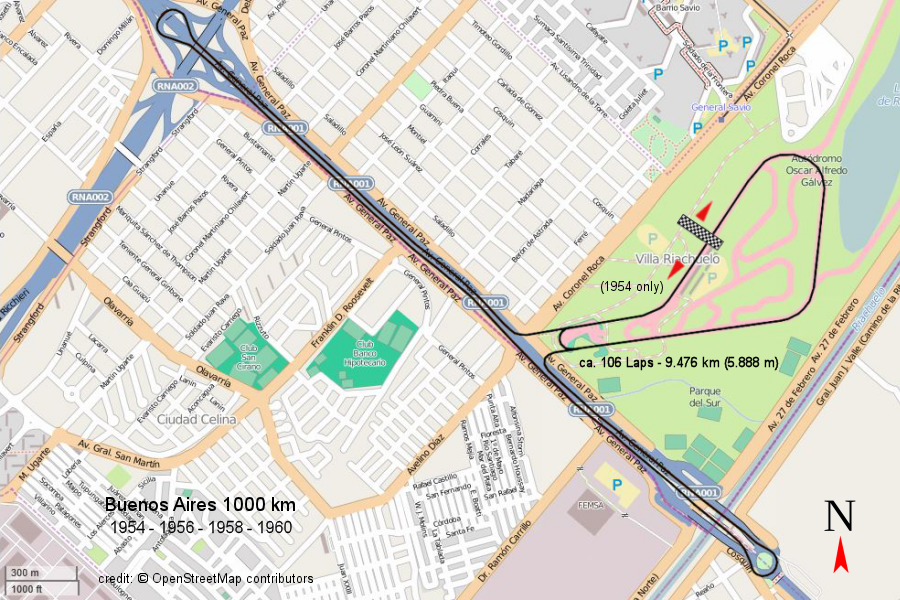
Circuito Callejero de Buenos Aires de 1955.

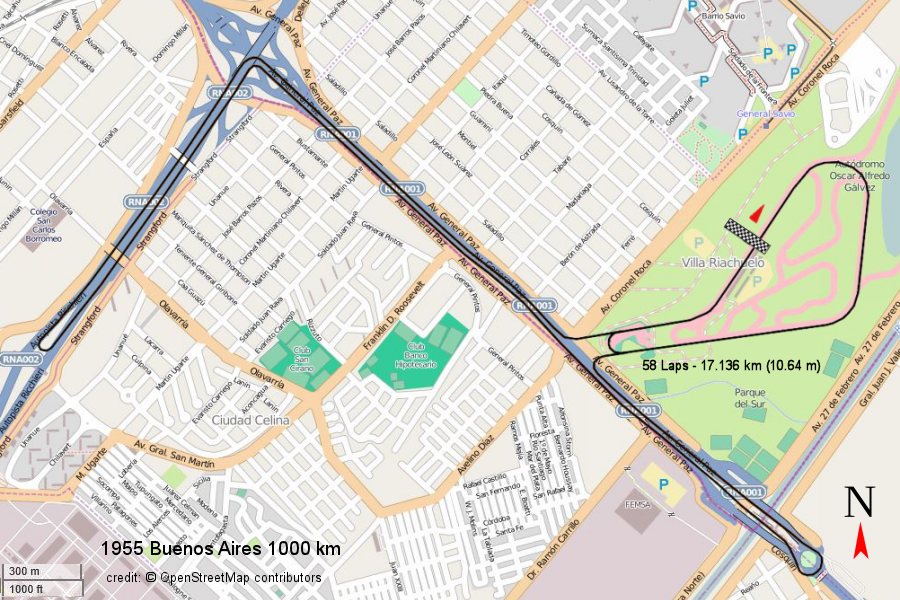
Circuito Callejero de Buenos Aires de 1956.

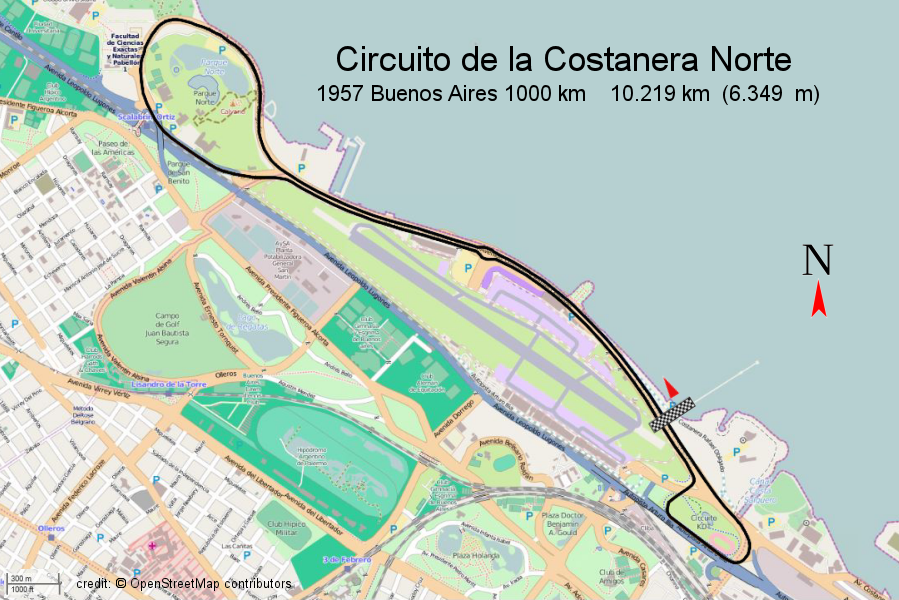
Circuito Costanera Norte 1957.

Autódromo Oscar y Juan Gálvez

El 1000 km de Buenos Aires es una carrera de automovilismo de velocidad disputada en Buenos Aires, Argentina. El evento formó parte del Campeonato Mundial de Resistencia entre 1954 y 1958, en 1960 y entre 1970 hasta 1972. La mayoría de las ediciones se corrieron en el Autódromo Oscar y Juan Gálvez, aunque se corrió el Circuito de la Costanera Norte en 1957. Además de una sola carrera en Caracas (Venezuela) fue la única carrera anual de América del Sur en la historia del Campeonato Mundial de Resistencia.

## Ganadores
| Año  | Equipo                    | Automóvil               | Pilotos                | Pilotos              | Pilotos     |
| ---- | ------------------------- | ----------------------- | ---------------------- | -------------------- | ----------- |
| 1954 | Scuderia Ferrari          | Ferrari 375 Plus        | Giuseppe Farina        | Umberto Maglioli     |             |
| 1955 | —                         | Ferrari 375 Plus        | Enrique Sáenz-Valiente | José María Ibáñez    |             |
| 1956 | Officine Alfieri Maserati | Maserati 300S           | Stirling Moss          | Carlos Menditéguy    |             |
| 1957 | Scuderia Temple Buell     | Ferrari 290MM           | Masten Gregory         | Eugenio Castellotti  | Luigi Musso |
| 1958 | Scuderia Ferrari          | Ferrari 250 Testa Rossa | Peter Collins          | Phil Hill            |             |
| 1960 | Scuderia Ferrari          | Ferrari 250TR59/60      | Cliff Allison          | Phil Hill            |             |
| 1970 | Equipo Matra              | Matra-Simca MS30/650    | Henri Pescarolo        | Jean-Pierre Beltoise |             |
| 1971 | John Wyer Automotive      | Porsche 917K            | Joseph Siffert         | Derek Bell           |             |
| 1972 | SpA Ferrari SEFAC         | Ferrari 312PB           | Ronnie Peterson        | Tim Schenken         |             |

## Estadísticas

### Constructores con más victorias
| N.º | Constructor | Victorias | Años                               |
| --- | ----------- | --------- | ---------------------------------- |
| 1   | Ferrari     | 6         | 1954, 1955, 1957, 1958, 1960, 1972 |
| 2   | Maserati    | 1         | 1956                               |
| 2   | Matra       | 1         | 1970                               |
| 2   | Porsche     | 1         | 1971                               |